# Lars Agréus
Lars Erik Agréus, född 12 januari 1949 i Huddinge församling, är en svensk läkare och forskare i allmänmedicin och gastroenterologi. 
Agréus tog läkarexamen 1974 vid Karolinska Institutet, blev legitimerad läkare 1976 och specialist i allmänmedicin 1981. Han doktorerade 1993 vid Uppsala universitet på en avhandling om besvär från mag-tarmkanalen i oselekterad vuxen befolkning, The Abdominal Symptom Study. Agréus blev docent vid Karolinska Institutet 2003 samt utnämndes till professor där 2007. Lars Agréus är även gästprofessor vid University of Newcastle, i New South Wales i Australien. Han var distriktsläkare i Östhammar mellan åren 1981 och 1995 och sedan dess på Öregrunds vårdcentral.